# Centradeniastrum roseum
Centradeniastrum roseum är en tvåhjärtbladig växtart som beskrevs av Célestin Alfred Cogniaux. Centradeniastrum roseum ingår i släktet Centradeniastrum och familjen Melastomataceae. Inga underarter finns listade i Catalogue of Life.